# Richard Mentor Johnson
Richard Mentor Johnson (Louisville, 17 de octubre de 1780 - Frankfort, 19 de noviembre de 1850) fue un político estadounidense miembro del Partido Demócrata. Fue vicepresidente de los Estados Unidos desde 1837 hasta 1841 bajo el mandato del presidente Martin Van Buren. Es el único vicepresidente elegido por el Senado de los Estados Unidos bajo las disposiciones de la Duodécima Enmienda. 
Johnson juramentó como vicepresidente el 4 de marzo de 1837. Su mandato fue en gran medida anodino y gozó de poca influencia sobre el presidente Van Buren, y dedicó gran parte de su tiempo en sus propios asuntos económicos.
En 1840, los demócratas se negaron a volver a nominarlo para vicepresidente, pero el presidente Van Buren apoyó su renominación. Finalmente, la Convención Nacional Demócrata no logró nominar a un compañero de fórmula para Van Buren. Terminó su mandato el 4 de marzo de 1841.
Después de dejar la vicepresidencia, Johnson sirvió en la Cámara de Representantes de Kentucky de 1841 a 1843. Volvió a ser elegido en 1850, pero murió dos semanas después de iniciar su mandato.
- Datos: Q109463
- Multimedia: Richard Johnson / Q109463